# The Wonder Years
The Wonder Years (Los años maravillosos en Hispanoamérica, Kevin, Creciendo con Amor en Argentina, Aquellos maravillosos años en España) es una serie de televisión estadounidense creada por Carol Black y Neal Marlens. 
Estuvo 6 temporadas en antena, en la cadena estadounidense de televisión ABC, de 1988 a 1993. The Wonder Years presentaba algunos de los problemas sociales y acontecimientos históricos de 1968 a 1973, vistos a través del personaje principal, Kevin «Kev» Arnold, quien también afrontaba conflictos sociales de adolescentes (principalmente con su mejor amigo, Paul, y Winnie Cooper, de quien estaba enamorado), problemas familiares y otros temas.
Mientras las historias se desarrollaban, la serie era narrada por un Kevin adulto (cuya voz es la de Daniel Stern en la versión original, la de Mario Castañeda en el doblaje al español para Latinoamérica y la de Armando Carreras en español de España), que describía lo que iba pasando y lo que había aprendido de sus experiencias. En Hispanoamérica se televisó a principios de los noventa.
El tema musical de la serie fue la versión de Joe Cocker de la canción de los Beatles «With a Little Help from My Friends». La canción fue incluida, junto con otras en la banda sonora del programa.
TV Guide nombró al programa como uno de los veinte mejores de la década de 1980. Después de solo seis episodios emitidos, ganó un Emmy por mejor serie de comedia en 1988. Además, a los trece años, Fred Savage se convirtió en el actor más joven nominado como mejor actor principal en una serie de comedia. La serie también fue galardonada con un premio Peabody en 1989. En total, la serie ganó veintidós premios y fue nominada para cincuenta y cuatro más. En 2016, Rolling Stone clasificó a The Wonder Years en el puesto 63 en su lista de los 100 mejores programas de televisión de todos los tiempos. En 2017, James Charisma de Paste clasificó la secuencia de apertura del programa en el puesto 14 en una lista de las 75 mejores secuencias de títulos de televisión de todos los tiempos. En los últimos años, muchos críticos y fanáticos consideran The Wonder Years como un clásico con un tremendo impacto en la industria a lo largo de los años, inspirando muchos otros programas y cómo están estructurados.

## Trama
La serie describe la vida social de un niño en una familia estereotipada de clase media suburbana estadounidense de 1968 a 1973, que abarca las edades de 12 a 17 años. 
Nunca se especifica en que ciudad se encuentra el suburbio en el que vive la familia Arnold. En algunos episodios se ven placas que muestran California y Nueva York.
Cada año de la serie tiene lugar exactamente 20 años antes de su emisión (1988 a 1993).
La trama del programa se centra en Kevin Arnold, hijo de Jack y Norma Arnold. El padre de Kevin tiene un trabajo administrativo en NORCOM, un contratista de defensa, mientras que su madre es ama de casa.
Kevin también tiene un hermano mayor, Wayne, y una hermana mayor, Karen. Dos de los amigos y vecinos de Kevin aparecen de manera destacada a lo largo de la serie: su mejor amigo, Paul Pfeiffer, y la persona que le gusta y convertida en novia, Gwendolyn "Winnie" Cooper.
Las historias se cuentan a través de las reflexiones de Kevin cuando era un adulto de unos 30 años, con la voz de Daniel Stern.

## Personajes principales

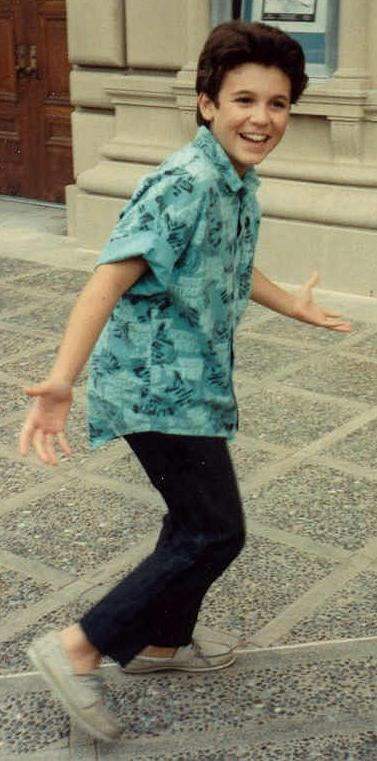
Fred Savage interpretó el papel de Kevin Arnold.

- Kevin «Kev» Arnold (Fred Savage): Un adolescente estadounidense, nacido el 18 de marzo de 1956, que asiste a una escuela secundaria (posteriormente a la preparatoria) mientras está creciendo, a finales de los 60 y principios de los años 70 (115 episodios, 1988-1993).
- Gwendolyne «Winnie» Cooper (Danica McKellar): El gran amor de Kevin, aunque en algunos episodios llega a interesarse por otras chicas, siempre estuvo enamorado de Winnie Cooper. Ambos viven en la misma calle. El primer beso de ambos y la muerte del hermano mayor de Winnie en Vietnam fueron muy importantes en el episodio piloto. Posteriormente, en la serie, los padres se separan por el dolor por la muerte de su hijo. En el epílogo del episodio final, se revela que Winnie viaja al extranjero para estudiar historia del arte en París. Kevin y Winnie se escriben el uno al otro cada semana durante ocho años hasta que ella regresa, y en los momentos finales, Kevin dice que cuando Winnie terminó su carrera y regresó a los Estados Unidos, se reunió con ella en el aeropuerto acompañado de su esposa y madre de su primer hijo de ocho meses de edad. Todos los eventos importantes en la vida de Kevin han involucrado de alguna manera a Winnie (115 episodios).
- Paul Pfeiffer (Josh Saviano): El mejor amigo de toda la vida de Kevin nació 14 de marzo de 1956. Es un excelente estudiante, extremadamente inteligente. En el episodio final se revela que irá a la universidad de Harvard a estudiar Derecho. Es alérgico a todo (91 episodios, 1988-1993).
- John «Jack» Arnold (Dan Lauria): El padre de Kevin, un veterano de la guerra de Corea. En el programa es un padre muy cerrado y serio. Originalmente trabajó en NORCOM, una enorme corporación, como gerente de distribución y luego como gerente regional, odiaba tener superiores, por lo que más tarde iniciaría su propio negocio construyendo y vendiendo muebles hechos a mano (93 episodios, 1988-1993).
- Norma Arnold (Alley Mills): La madre de Kevin pocas veces sale de casa. Es muy amigable y se podría decir la que tiene más espíritu en la casa. Conoció a Jack en los primeros semestres de la universidad. Cuando él se graduó, ella se mudó al otro lado del país con él y no concluyó la universidad. Sin embargo, en los últimos capítulos, termina y ejerce su carrera, llegando a ser la presidenta del consejo de una empresa de tecnología a la cual entró a trabajar (91 episodios, 1988-1993).
- Wayne Arnold (Jason Hervey): El hermano mayor de Kevin, quien disfruta torturando físicamente a Kevin y Paul. Es el hermano que si alguien se levanta de la mesa diría «¿Me puedo comer eso?». Durante el epílogo del futuro, en el último episodio, se hace cargo del negocio de los muebles cuando Jack Arnold muere (96 episodios, 1988-1993).
- Karen Arnold (Olivia d'Abo): La hermana mayor jipi de Kevin. Finalmente, se casa y se va a vivir a Alaska. Su única aparición en la temporada final es en el último episodio (53 episodios, 1988-1993).

## Premios

### Premios Globos de Oro
| Año  | Categoría                                | Resultado |
| ---- | ---------------------------------------- | --------- |
| 1989 | Mejor serie - Comedia o Musical          | Ganador   |
| 1990 | Mejor serie - Comedia o Musical          | Nominado  |
| 1990 | Mejor actor de serie de TV (Fred Savage) | Nominado  |
| 1991 | Mejor actor de serie de TV (Fred Savage) | Nominado  |

### Premios Emmy
| Año  | Categoría                                          | Resultado |
| ---- | -------------------------------------------------- | --------- |
| 1988 | Mejor serie de Comedia                             | Ganador   |
| 1988 | Mejor Guion (Carol Black) & (Neal Marlens)         | Nominado  |
| 1989 | Mejor serie de Comedia                             | Nominado  |
| 1989 | Mejor Dirección en Serie de TV (Peter Baldwin)     | Ganador   |
| 1989 | Mejor Dirección en Serie de TV (Michael Dinner)    | Nominado  |
| 1989 | Mejor Dirección en Serie de TV (Steve Miner)       | Nominado  |
| 1989 | Mejor Guion (Matthew Carlson)                      | Nominado  |
| 1989 | Mejor Guion (Todd W. Langen)                       | Nominado  |
| 1989 | Mejor Guion (David M. Stern)                       | Nominado  |
| 1989 | Mejor Guion (Michael J. Weithorn)                  | Nominado  |
| 1989 | Mejor actor principal en Serie de TV (Fred Savage) | Nominado  |
| 1989 | Mejor Diseño de vestuario                          | Nominado  |
| 1989 | Mejor Sonido para una Serie de TV                  | Nominado  |
| 1989 | Mejor Edición                                      | Nominado  |
| 1989 | Mejor actor invitado (Robert Picardo)              | Nominado  |
| 1989 | Mejor actriz invitada (Maxine Stuart)              | Nominado  |
| 1989 | Mejor Sonido para una Serie de TV                  | Nominado  |
| 1990 | Mejor Dirección en Serie de TV (Michael Dinner)    | Ganador   |
| 1990 | Mejor Guion (Bob Brush)                            | Ganador   |
| 1990 | Mejor serie de Comedia                             | Nominado  |
| 1990 | Mejor actor principal en Serie de TV (Fred Savage) | Nominado  |
| 1990 | Mejor Edición                                      | Nominado  |
| 1990 | Mejor actor invitado (David Huddleston)            | Nominado  |
| 1990 | Mejor Sonido para una Serie de TV                  | Nominado  |
| 1991 | Mejor serie de Comedia                             | Nominado  |
| 1991 | Mejor Dirección en Serie de TV (Peter Baldwin)     | Ganador   |
| 1991 | Mejor Sonido para una Serie de TV                  | Nominado  |
| 1992 | Mejor logro individual en Sonido                   | Nominado  |
| 1993 | Mejor logro individual en Sonido                   | Nominado  |

## Lista de capítulos
El listado de episodios para Hispanoamérica, España y su nombre original en inglés:
Primera temporada (1988) (6 episodios)
1.-Piloto/Mi primer beso/Pilot
2.-La muerte de Bryan/La muerte de Bryan/Swingers
3.-La oficina de papá/La oficina de papá/My Father's Office
4.-Ángel/Ángel/Angel
5.-La llamada telefónica/La llamada/The Phone Call
6.-Baila conmigo/Baila conmigo/Dance With Me
Segunda temporada (1988-1989) (17 episodios)
7.-En plena oscuridad/En plena oscuridad/The Heart of Darkness
8.-Nuestra señorita White/Nuestra señorita/Our Miss White
9.-Feliz Navidad/Dulce Navidad/Merry Christmas
10.- Mi primera novia/Mi primera novia/Steady As She Goes
11.-Solo entre tú y yo... y Kirk y Paul y Carla y Becky/Solo entre tú y yo/Just Between You and Me... and Kirk and Paul and Carla and Becky
12.-La alfarería no te lleva a nada bueno/La alfarería no te lleva a nada bueno/Pottery Will Get You Nowhere
13.-Coda/La dignidad de mi amigo/Coda
14.-Mi hermano Hiroshima/Hiroshima, mi hermano/Hiroshima, Mon Frere
15.-Perdedores/Perdedores/Loosiers
16.-La huelga/La manifestación/Walkout
17.-La venganza/Nemesis, diosa de la venganza/Nemesis
18.-El destino/El destino/Fate
19.-Feliz cumpleaños/El cumpleaños/Birthday Boy
20.-Aprendiendo a volar/Ala ruidosa/Brightwing
21.-Baile de figuras/Baile de figuras/Square Dance
22.-¿De quién son estos árboles?/¿De quién es este bosque?/Whose Woods Are These?
23.-¿Cómo estoy pasando mis vacaciones de verano?/¿Cómo voy a pasar mis vacaciones de verano?/How I'm Spending My Summer Vacation
Tercera temporada (1989-1990) (23 episodios)
24.-Canción de verano/Canción de verano/Summer Song
25.-Clase de matemáticas/La clase de matemáticas/Math Class
26.-Wayne sobre ruedas/Wayne sobre ruedas/Wayne on Wheels
27.-La guerra contra mamá/La guerra de mamá/Mom Wars
28.-En escena/En el acto/On the Spot
29.-Hombres sin parejas/El tercero en discordia/Odd Man Out
30.-El auto de la familia/El auto de la familia/The Family Car
31.-Cambio/La espinilla/The Pimple
32.-Matemáticas avanzadas/Clase de matemáticas elevada al cuadrado/Math Class Squared
33.-El grupo de rock/Rock and Roll/Rock 'n Roll
34.-¿No sabes nada de las mujeres?/¿No sabes nada de mujeres?/Don't You Know Anything About Women?
35.-Padres, hijos y abuelos/Los poderes establecidos/The Powers That Be
36.-Ella, mi amigo y yo/Ella, mi amigo y yo/She, My Friend and I
37.-San Valentín/La masacre del día de San Valentín/The St. Valentine's Day Massacre
38.-La casita de madera/La casa del árbol/The Tree House
39.-El coro/La coral/The Glee Club
40.-La fiesta/Noche de juerga/Night Out
41.-Fe/La fe/Faith
42.-Lo sobrenatural/Lo antinatural/The Unnatural
43.-Adiós maestro/Adiós/Goodbye
44.-Cocoa y simpatía/Chocolate y amigos/Cocoa and Sympathy
45.-La consentida de papá/La niñita de papá/Daddy's Little Girl
46.-La mudanza/La mudanza de Winnie/Moving
Cuarta temporada (1990-1991) (23 episodios)
47.-Madurando/Creciendo/Growing Up
48.-El hombre de tercero de secundaria/Un chico de noveno/Ninth Grade Man
49.-La misión/La aventura/The Journey
50.-El costo de la vida/El coste de la vida/The Cost of Living
51.-El loco mundo de Madeleine/El mundo está loco Madeline/It's a Mad, Mad, Madeline World
52.-La pequeña Debbie/La pequeña Debbie/Little Debbie
53.-Vínculos que atan/Los lazos que atan/The Ties That Bind
54.-El sexto hombre/El sexto hombre/The Sixth Man
55.-Una Navidad a lo Cutlip/Una Navidad muy Cutlip/A Very Cutlip Christmas
56.-El candidato/El candidato/The Candidate
57.-Corazón roto/Corazón roto/Heartbreak
58.-La aceptación/La aceptación/Denial
59.-¿Quién es la tía Rose?/¿Quién era la tía Rose?/Who's Aunt Rose?
60.-El valor/Las agallas/Courage
61.-Peluche/El perro Peluche/Buster
62.-El gran paseo/El paseo/Road Trip
63.-Cuando los mundos chocan/Cuando los mundos chocan/When Worlds Collide
64.-Cuartos separados/Cuartos separados/Separate Rooms
65.-El anuario/El anuario/The Yearbook
66.-El accidente/El accidente de Winnie/The Accident
67.-La casa que construyó papá/La casa que construyó papá/The House That Jack Built
68.-La graduación/El graduado/Graduation
69.-Recordando los años maravillosos/Recordando aquellos años maravillosos/The Wonder Years
Quinta temporada (1991-1992) (24 episodios)
70.-El lago/La laguna/The Lake
71.-El primer día/El primer día de preparatoria/Day One
72.-La ferretería/La tienda de ferretería/The Hardward Store
73.-Frank y Denise/Franky y Denise/Frank and Denise
74.-Noche de aventuras/Luna llena/Full Moon Rising
75.-El triángulo/El triángulo/Triangle
76.-El equipo de fútbol soccer/Futbol/Soccer
77.-El cumpleaños de papá/Cenando fuera/Dinner Out
78.-La fiesta de Navidad/Fiesta navideña/Christmas Party
79.-La riqueza de los Pfeiffer/La riqueza de los Pfeiffer/Pfeiffer's Choice
80.-Aprendiendo a conducir/El examen de conducir/Road Test
81.-El auto del abuelo/El auto del abuelo/Grandpa's Car
82.-La maestra de literatura/Imágenes en color/Kodachrome
83.-Mi tonto particular/Soldado mamón/Private Butthead
84.-Hablando de mastodontes y hombres/De mastodontes y hombres/Of Mastodons and Men
85.-Salida en parejas/Doble cita/Double Double Date
86.-Todo un héroe/Todo un héroe/Hero
87.-La hora del almuerzo/La hora del almuerzo/Lunch Stories
88.-Conciencia carnal/Conocimiento carnal/Carnal Knowledge
89.-Perdido el fin de semana/Fin de semana perdido/The Lost Weekend
90.-Problemas tormentosos/Tiempo tormentoso/Stormy Weather
91.-La boda/La boda/The Wedding
92.-Regreso al lago/De vuelta al lago/Back to the Lake
93.-Hamburguesas y corazones rotos/Corazones rotos y hamburguesas/Broken Hearts and Burgers
Sexta temporada (1992-1993) (22 episodios)
94.-Regreso a casa/Volver a casa/Homecoming
95.-El día de pesca/Día de pesca/Fishing
96.-Escenas de una boda/Escenas de una boda/Scenes from a Wedding
97.-El sexo y la economía/El sexo y la economía/Sex and Economics
98.-La política como siempre/La política, como siempre/Politics as Usual
99.-Mentiras blancas/Mentiras blancas/White Lies
100.-Wayne y Bonnie/Wayne y Bonnie/Wayne and Bonnie
101.-Kevin el repartidor/Kevin, el repartidor/Kevin Delivers
102.-La prueba/La prueba/The Test
103.-Que nada te desanime/Que nada te desanime/Let Nothing You Dismay
104.-El año nuevo/Nuevo año/New Years
105.-Alicia en el país de los automóviles/Alicia en el país de los automóviles/Alice in Autoland
106.-Damas y caballeros, los Rolling Stones/Damas y caballeros/Ladies and Gentlemen... The Rolling Stones
107.-Desempacando/Desempacando/Unpacking
108.-El gran Arnold/El gran Arnold/Hulk Arnold
109.-La nariz/La nariz/Nose
110.-El eclipse/El eclipse/Eclipse
111.-El poker/El poker/Poker
112.-Las mujercitas/Mujercitas/The Little Women
113.-La reunión/La reunión/Reunion
114.-El verano/El verano/Summer
115.-El día de la independencia/El día de independencia/Independence Day

## Producción

### Concepto
La serie fue concebida por los escritores Neal Marlens y Carol Black. Se propusieron crear un programa familiar que atrajera a la generación del baby boom al ambientar la serie a finales de los años 60, una época de cambios radicales en la historia de Estados Unidos. También querían que la serie vinculara este escenario con la vida de un niño normal que crecía durante ese período. Después de escribir el guion del episodio piloto, Marlens y Black comenzaron a presentar la serie a las cadenas de televisión. Ninguno de ellos se mostró interesado, salvo ABC, con quien Marlens y Black llegaron a un acuerdo.
Originalmente, Marlens había querido que el escenario fuera Huntington, Long Island, donde creció. También se tomaron elementos de la infancia de Black de la sección White Oak de Silver Spring, Maryland. ABC, sin embargo, insistió en que la ubicación siguiera siendo inespecífica (el coloquial "Anytown, EE.UU").

### Escritura
Cuando empezaron a escribir la serie, Marlens y Black tomaron un guion para una futura película con el que habían estado jugando, que contaba con un narrador en fuera de campo. Black explicó: "Nos gustó el concepto de que se podía jugar con lo que la gente piensa y lo que dice, o cómo les gustaría verse a sí mismos en lugar de cómo los ve la audiencia".  Basaron el programa, en parte, en su propia infancia creciendo en los suburbios. Black recordó que "naturalmente [tomamos] elementos de nuestra experiencia y [los tiramos] a la olla. La configuración básica, el vecindario, la época: ese es el momento y el lugar donde crecimos".  El título del programa era un guiño satírico a una famosa campaña publicitaria de Wonder Bread de los años 70 que promociona el pan blanco altamente procesado como perfecto para "Los años maravillosos", de 1 a 12 años.

### Casting
La búsqueda del protagonista principal del programa no tomó mucho tiempo. Marlens y Black acudieron a cinco directores de casting y los entrevistaron para pedirles recomendaciones. Los cinco recomendaron a Fred Savage, quien en ese momento era famoso por sus papeles como el nieto en La princesa prometida y como Charlie/Marshall en Vice Versa. Marlens y Black, como nunca habían oído hablar de Savage, decidieron ver el primer montaje de Vice Versa. Marlens dijo: "[Vimos] un actor maravilloso con una cualidad natural, lo que esencialmente significa que no tiene ninguna cualidad excepto la de ser un niño. Suena gracioso, pero es algo raro de encontrar en un actor infantil". Marlens y Black adoptaron este enfoque al elegir a los otros niños para el programa, buscando habilidades naturales en lugar de profesionalismo. Según Marlens, vieron entre 300 y 400 niños antes de reducir el número a 70. "Mi esposa y yo tomamos la decisión final... cada uno de los cuales tenía que ser aprobado por la red".
Para la elección del principal interés amoroso del personaje de Savage, la elección recayó en la actriz Danica McKellar y su hermana, Crystal McKellar. Faltando solo unos días para el rodaje, los productores finalmente seleccionaron a Danica para interpretar a Winnie Cooper. Sin embargo, Mary Buck, directora de casting, señaló que "fue prácticamente un fracaso". A los productores les gustó tanto Crystal McKellar que finalmente crearon el personaje de Becky Slater para poder tenerla en el programa.  Danica reflexionó más tarde sobre la experiencia: "Hice una audición, como todos los demás. Habían leído a muchas chicas pero aún no habían encontrado a su 'Winnie', y yo estaba encantada de ser elegida".

### Cancelación
The Wonder Years concluyó su sexta y última temporada en mayo de 1993. Su cancelación se atribuyó en parte al conflicto entre productores y ejecutivos de ABC. A medida que Kevin maduraba, los productores querían que las historias también maduraran. Los ejecutivos de ABC, sin embargo, se sintieron incómodos con un contenido más explícito dada la franja horaria, diciendo: "Sentimos que era inapropiado presentar el despertar de Kevin debido a la ambientación en la década de 1970, el tono suave de la serie y, lo más importante, el horario de las 8 pm." Bob Brush señaló: "Cuando Kevin cumplió 16 y 17 años, realmente había cosas que necesitaba hacer y que nosotros no podíamos hacer a las 8 pm, especialmente con el tipo de prestigio venerable que el programa había obtenido entre su audiencia. Obtendríamos notas de la red diciendo," Otras razones para la cancelación del programa fueron el aumento de los costos y la disminución de los ratings. Los aumentos salariales del elenco, junto con el rodaje en locaciones (que se debió a que los productores querían reflejar que Kevin obtuvo su licencia de conducir), llevaron a Brush a afirmar que estaban gastando $1.2 millones por episodio. 
El episodio final se emitió el 12 de mayo de 1993. Bob Brush notó que el final no fue lo que él hubiera querido que fuera, sino porque el elenco y el equipo no estaban seguros en el momento de la filmación si la sexta temporada sería la última, se vio obligado a que el final fuera abierto hasta la grabación de la narración de Daniel Stern. Los fanáticos quedaron algo decepcionados con el final, en particular la revelación de que Kevin y Winnie no terminan como pareja. Brush reconoció esta decepción y dijo: "Algunos espectadores se sorprendieron de que nada salga como sería su mayor deseo" y explicó: "El mensaje que quería es que eso es parte de la belleza de la vida. Está bien decir: 'Me gustaría que todo fuera como era cuando tenía 15 años y era feliz', pero me pareció más nutritivo decir que dejemos estas cosas atrás y sigamos forjando nuevas vidas para nosotros mismos".

## Música
La música reflejaba los sentimientos de los personajes, logrando una mayor identificación de parte del público.
Algunas canciones que salieron en la serie:
1. «Turn! Turn! Turn!» (The Byrds) primera temporada, descripción de la época, piloto 1x01
2. «For What It's Worth» (Buffalo Springfield), primera temporada, segundo episodio.
3. «Blackbird» (The Beatles), primera temporada, tercer episodio.
4. «With a Little Help from My Friends» (interpretada por Joe Cocker), era el tema central.
5. «When a Man Loves a Woman» (Percy Sledge) (en el primer beso de Kevin y Winnie, el capítulo «Salida en parejas» y el penúltimo capítulo).
6. «Turn! Turn! Turn!» (The Byrds) (momentos de duda de Kevin).
7. «My Girl» (The Temptations) (cuando Kevin veía a Winnie Cooper).
8. «You've Got a Friend» (James Taylor, original de Carole King) (cuando Kevin recuerda a Paul Pfeiffer).
9. «Sleepwalkers» (Johnny and Santo).
10. «In the Still of the Night» (The Five Satins).
11. «Great Balls of Fire» (Jerry Lee Lewis).
12. «Hold Me, Thrill Me, Kiss Me» (Mel Carter).
13. «Breaking Up Is Hard to Do» (Neil Sedaka).
14. «What the World Needs Now Is Love» (Jackie DeShannon).
15. «Barbara Ann» (The Beach Boys).
16. «Happy Together» (The Turtles) - (En el capítulo «El Lago», cuando muestran una pequeña relación con Cara)
17. «Both Sides, Now» (Joni Mitchell) (momentos del último verano antes de entrar a secundaria).
18. «Shout!» (The Isley Brothers)(en una fiesta donde iban solo las parejas).
19. «Eight Miles High» (The Byrds) (cuando Kevin entra a la preparatoria).
20. «God Only Knows» (Beach Boys).
21. «I Want to Hold Your Hand» (The Beatles) (cuando Kevin se une a una banda de rock).
22. «You Can Close Your Eyes» (James Taylor).
23. «Wouldn't It Be Nice» (The Beach Boys) (en el capítulo cuando conoce a Teri).
24. «Riders on the Storm» de (The Doors) (cuando Kevin está teniendo pesadillas, en las que sueña que va por un túnel y siempre termina apareciendo en la escuela y sus compañeros se ríen de él) «En plena oscuridad».
25. «In My Life» (interpretada por Judy Collins) (en el final del capítulo «Recordando Los Años Maravillosos»).
26. «Also Sprach Zarathustra» (Richard Strauss) (en «El hombre de tercero de secundaria», cuando vence a Becky en una carrera).
27. «When I'm Sixty-Four» (The Beatles) (en «Madurando»).
28. Wild Heart Of The Young (Karla Bonoff) (en la escena final de «Hamburguesas y corazones rotos»).
29. «You Are Everything» (The Stylistics), diversos episodios.
30. «We've Got Tonight» (Bob Seger), cuando Kevin va a ver a Winnie Cooper fuera de su dormitorio, y ella se accidenta.
31. «Give Peace a Chance» (Plastic Ono Band), en el capítulo de la huelga
32. «Sunshine of Your Love» (Cream), cuando Kevin y Paul fuman un cigarrillo del episodio «En plena oscuridad»
33. «Embryonic Journey» (Jefferson Airplane).
34. «The Times They Are a-Changin'»  (Bob Dylan).
35. «Who Knows Where the times Goes»  (Judy Collins) ( Capítulo 45, la consentidad de papa / Daddy's Little Girls.)